# Emanuele Abate
Pour les articles homonymes, voir Abate.

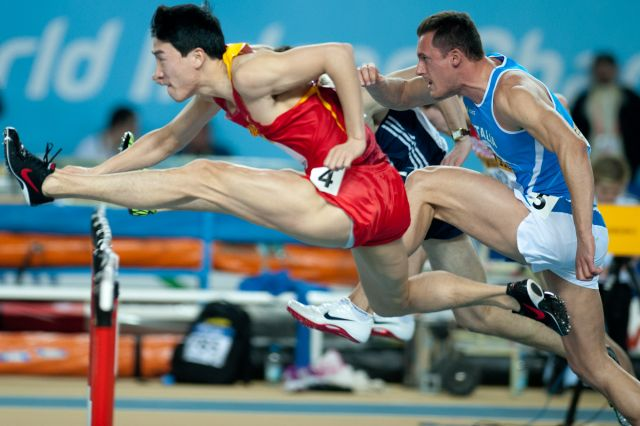
Emanuele Abate (à droite) lors des Championnats du monde en salle 2012

Emanuele Abate (né le 8 juillet 1985 à Gênes) est un athlète italien, spécialiste du 110 mètres haies.

## Biographie
Emanuele Abate réside à Alassio et s'entraîne à Villanova d'Albenga ou à Gênes, au centre d'entraînement de la Villa Gentile (it), suivi par son entraîneur de toujours Pietro Astengo.
Il commence le sport en tant que footballeur, jouant comme défenseur gauche dans des équipes amateurs de Ligurie (Laigueglia et Alassio), et découvre l'athlétisme seulement en 2001, commençant à s'entraîner régulièrement en 2002.
Abate obtient des résultats intéressants au niveau des jeunes, mais un saut qualitatif se produit en 2006 lorsque, grâce à un entraînement spécifique pour améliorer la vitesse de base, il améliore, au meeting de Genève son record personnel sur 110 mètres haies avec 13 s 59, bénéficiant pour l'occasion d'un vent favorable, non négligeable, mais restant dans les limites prescrites.
Lors des championnats nationaux 2013 à l'Arena Civica, il est victime d'une rupture du talon d'Achille durant les séries : il est opéré et doit renoncer au reste de la saison et notamment aux championnats du monde à Moscou où il était qualifié.
Il fait partie du Gruppo Sportivo Fiamme Oro de Padoue (Police nationale).

## Performances
Son meilleur temps sur 110 mètres haies est de 13 s 59, performance réalisée à Genève (Suisse) le 11 juin 2006 qu'il porte à 13 s 57 en 2011 (à Fribourg), ce qui lui permet de se qualifier pour Daegu 2011. Peu après ces Championnats du monde où il réalise un honorable 13 s 63 (6e en séries), au meeting de Rieti, il améliore ultérieurement ce record en 13 s 54, en battant l'Américain Joel Brown. À Bellinzone, peu après, il confirme en établissant un 13 s 56 (vent + 0,6 m/s).
En salle, il a réalisé son meilleur temps sur 60 mètres haies (7 s 79) le 7 février 2009 à Tampere (Finlande). Le 13 mai 2012, à Montgeron, il bat le record d'Italie en 13 s 32, temps qu'il confirme à Bellinzone en juin, avec 13 s 35 (- 1,4 m/s).
Lors du meeting Primo-Nebiolo à Turin, le 8 juin 2012, il porte son record national à 13 s 28.

## Palmarès
- Championnats d'Italie d'athlétisme :
  -  sur 110 mètres haies :2007, 2008 et 2011.
- Championnats d'Italie d'athlétisme en salle :
  -  sur 60 mètres haies : 2008, 2009
- Championnats d'Europe espoirs d'athlétisme 2007 :
  -  sur 110 mètres haies, Debrecen ( Hongrie)